# Население Калининградской области
Численность населения Калининградской области, по данным Росстата, составляет 1.033.128 человек (на 1 января 2025 года). Плотность населения — 68,29 чел./км2 (2025). Городское население — 
76,62 % (2022).
В 2014—2019 годах население области обновило свои исторические максимумы: первый пик наблюдался в 1999 году. Порядка 75 % населения области проживает в пределах Калининградской агломерации с населением свыше 715 тысяч человек (2012).
Демографическая характеристика области имеет долгую и сложную историю (в том числе и после вхождения области в состав РСФСР в 1945 году), на которой отразились интенсивные миграционные процессы. Население Калининградской области сформировалось в результате послевоенной миграции (с 1946 года), в основном из европейских регионов СССР. После распада СССР миграция, в первую очередь из стран СНГ, стала практически единственным источником роста населения области.
Основное население Калининградской области — русские (86,4 %).

## До 1945 года
В средние века территория области была местом обитания древних балтийских племён — пруссов, родственных современным литовцам и латышам, но очень быстро подвергшихся онемечиванию из-за близости к центру немецкой колонизации края — Кёнигсбергу, а также этнографической группы литовцев — малолитовцев. Немцы составляли основу населения края вплоть до 1945 года, хотя ещё до окончания войны значительная их часть бежала на Запад, а большая часть оставшихся была вскоре депортирована. К 1946 году область обезлюдела практически полностью.
После вхождения области в состав РСФСР началось её планомерное заселение русскими, украинцами и белорусами.
Первым коренным жителем Калининградской области стал Александр Анатольевич Дорофеев, родившийся 4 июля 1946 года в 0 часов 01 минуту в Тапиау (Гвардейск) в семье гвардии майора А. В. Дорофеева, героя боёв за Кёнигсберг и Пиллау.

## После 1945 года
Заселение территории новообразованной Калининградской области выходцами из СССР началось после того, как 9 июля 1946 года Совет министров СССР принял постановление № 1522 «О первоочередных мерах по заселению районов и развитию сельского хозяйства в Калининградской области». Документ подписал лично И. В. Сталин. Согласно постановлению, на добровольных началах в Калининградскую область в августе-октябре 1946 года планировалось переселить 12 тысяч семей колхозников из двадцати областей и трёх автономных республик РСФСР, а также из Белорусской ССР и Украинской ССР. Главным условием отбора было наличие в каждой переселенческой семье не менее двух трудоспособных членов. Первая группа из 715 переселенцев прибыла 23 августа 1946 года в новообразованный Гусевский район Калининградской области. Они были выходцами из разрушенных немецко-фашистскими войсками колхозов Брянской области.
Пик эмиграции в Калининградскую область пришёлся на вторую половину 1946 года, когда население области увеличилось почти на 200 тысяч человек — с 84,5 тысячи 1 августа 1946 года до 278 тысяч на 1 января 1947 года. В период с 1948 по 1950 годы в Калининградскую область приехало 311 833 человека, уехало 114 483 человека, а миграционный прирост составил 197 350 человек. РСФСР обеспечила 74,6 % прироста населения, Белорусская ССР — 12,4 %, Украинская ССР — 7,2 %, Литовская ССР — 4,3 %, остальные республики СССР — меньше 1 % каждая.
На 1 января 1950 года в области проживало по одним данным 407,3 тысячи жителей, а по другим 479,3 тысячи жителей, из которых естественный неиммиграционный прирост составил 40 тысяч человек. После 1950 года иммиграция в область резко сокращается: если в 1946—1950 годах официальных заявок на переселение было в среднем по 36,6 тысяч в год, то в последующие 5 лет только по 5 тысяч в год. Одновременно к 1950 году была закончена депортация оставшихся в области 102,5 тысяч немцев.
С середины 1950-х годов роль миграции в росте числа жителей области снизилась, и основным источником увеличения численности населения стал естественный прирост. С середины 1960-х до середины 1980-х годов сальдо миграции в Калининградскую область было близко к нулю. В первой половине 1970-х годов наблюдался даже отток населения. Начиная с 1992 года естественный прирост сократился, превратившись в естественную убыль населения.
Рост населения области вновь обеспечил миграционный прирост, составивший в 1990—1995 годах 84 тысячи человек. В 1992 году положительное сальдо миграции со странами Прибалтики было больше, чем со всеми регионами Российской Федерации. Большой приток населения наблюдался из Казахстана, Азербайджана, Узбекистана, Таджикистана и Кыргызстана. Это были в основном русские, а также немцы из Казахстана и Средней Азии и армяне из Азербайджана. Среди 8,8 тысяч беженцев и вынужденных переселенцев, прибывших в область в 1992—1995 годах, русские составили более 60 %, армяне — 22,9 %, среди остальных национальностей преобладали украинцы, белорусы, немцы, татары, азербайджанцы.

## Динамика населения
| 1950     | 1959     | 1970       | 1979       | 1987       | 1989       | 1990       | 1991       | 1992       | 1993     | 1994     |
| -------- | -------- | ---------- | ---------- | ---------- | ---------- | ---------- | ---------- | ---------- | -------- | -------- |
| 407 000  | ↗610 885 | ↗731 936   | ↗806 864   | ↗857 000   | ↗871 283   | ↗881 211   | ↗890 627   | ↗898 578   | ↗911 348 | ↗919 306 |
| 1995     | 1996     | 1997       | 1998       | 1999       | 2000       | 2001       | 2002       | 2003       | 2004     | 2005     |
| ↗933 735 | ↗940 242 | ↗944 252   | ↗952 698   | ↗961 257   | ↘958 782   | ↘957 533   | ↘955 281   | ↘954 093   | ↘949 657 | ↘944 979 |
| 2006     | 2007     | 2008       | 2009       | 2010       | 2011       | 2012       | 2013       | 2014       | 2015     | 2016     |
| ↘939 887 | ↘937 353 | ↗937 404   | ↘937 360   | ↗941 873   | ↘941 823   | ↗946 796   | ↗954 773   | ↗963 128   | ↗968 944 | ↗976 439 |
| 2017     | 2018     | 2019       | 2020       | 2021       | 2022       | 2023       | 2024       | 2025       |          |          |
| ↗986 261 | ↗994 599 | ↗1 002 187 | ↗1 012 512 | ↗1 029 966 | ↗1 030 979 | ↗1 032 343 | ↗1 033 914 | ↘1 032 904 |          |          |

Соотношение мужчин и женщин (данные Росстат)
| Год  | Количество женщин на 1000 мужчин |
| ---- | -------------------------------- |
| 2005 | 1133                             |
| 2010 | 1131                             |
| 2011 | 1130                             |
| 2012 | 1130                             |
| 2013 | 1129                             |
| 2014 | 1130                             |
| 2015 | 1130                             |
| 2016 | 1129                             |
| 2017 | 1129                             |
| 2018 | 1128                             |
| 2019 | 1126                             |

## Национальный состав
Динамика национального состава по данным всесоюзных и всероссийских переписей (доля среди лиц, указавших национальность):
|                           | 1959 чел. | %        | 1979 чел. | %        | 1989 чел. | %        | 2002 чел. | % от всего | % от указав- ших нацио- наль- ность | 2010 чел. | % от всего | % от указав- ших нацио- наль- ность |
| ------------------------- | --------- | -------- | --------- | -------- | --------- | -------- | --------- | ---------- | ----------------------------------- | --------- | ---------- | ----------------------------------- |
| всего                     | 610885    | 100,00 % | 807985    | 100,00 % | 871159    | 100,00 % | 955281    | 100,00 %   |                                     | 941873    | 100,00 %   |                                     |
| Русские                   | 473861    | 77,57 %  | 632717    | 78,31 %  | 683563    | 78,47 %  | 786885    | 82,37 %    | 83,14 %                             | 772534    | 82,02 %    | 86,43 %                             |
| Украинцы                  | 35717     | 5,85 %   | 54656     | 6,76 %   | 62750     | 7,20 %   | 47229     | 4,94 %     | 4,99 %                              | 32771     | 3,48 %     | 3,67 %                              |
| Белорусы                  | 57178     | 9,36 %   | 72465     | 8,97 %   | 73926     | 8,49 %   | 50748     | 5,31 %     | 5,36 %                              | 32497     | 3,45 %     | 3,64 %                              |
| Литовцы                   | 21262     | 3,48 %   | 19647     | 2,43 %   | 18116     | 2,08 %   | 13937     | 1,46 %     | 1,47 %                              | 9769      | 1,04 %     | 1,09 %                              |
| Армяне                    | 524       | 0,09 %   | 953       | 0,12 %   | 1620      | 0,19 %   | 8415      | 0,88 %     | 0,89 %                              | 9226      | 0,98 %     | 1,03 %                              |
| Немцы                     | 648       | 0,11 %   | 1218      | 0,15 %   | 1307      | 0,15 %   | 8340      | 0,87 %     | 0,88 %                              | 7349      | 0,78 %     | 0,82 %                              |
| Татары                    | 2202      | 0,36 %   | 3226      | 0,40 %   | 3556      | 0,41 %   | 4729      | 0,50 %     | 0,50 %                              | 4534      | 0,48 %     | 0,51 %                              |
| Азербайджанцы             | 194       | 0,03 %   | 664       | 0,08 %   | 1881      | 0,22 %   | 2959      | 0,31 %     | 0,31 %                              | 3282      | 0,35 %     | 0,37 %                              |
| Поляки                    | 3287      | 0,54 %   | 4245      | 0,53 %   | 4287      | 0,49 %   | 3918      | 0,41 %     | 0,41 %                              | 2788      | 0,30 %     | 0,31 %                              |
| Узбеки                    | 427       | 0,07 %   | 320       | 0,04 %   | 519       | 0,06 %   | 631       | 0,07 %     | 0,07 %                              | 2245      | 0,24 %     | 0,25 %                              |
| Мордва                    | 3360      | 0,55 %   | 3678      | 0,46 %   | 3482      | 0,40 %   | 2320      | 0,24 %     | 0,25 %                              | 1600      | 0,17 %     | 0,18 %                              |
| Чуваши                    | 2786      | 0,46 %   | 2668      | 0,33 %   | 2671      | 0,31 %   | 2027      | 0,21 %     | 0,21 %                              | 1384      | 0,15 %     | 0,15 %                              |
| Цыгане                    | 802       | 0,13 %   | 1022      | 0,13 %   | 1223      | 0,14 %   | 1447      | 0,15 %     | 0,15 %                              | 1251      | 0,13 %     | 0,14 %                              |
| Евреи                     | 4520      | 0,74 %   | 3816      | 0,47 %   | 3200      | 0,37 %   | 1599      | 0,17 %     | 0,17 %                              | 1123      | 0,12 %     | 0,13 %                              |
| Молдаване                 | 218       | 0,04 %   | 874       | 0,11 %   | 1342      | 0,15 %   | 1116      | 0,12 %     | 0,12 %                              | 1045      | 0,11 %     | 0,12 %                              |
| Езиды                     |           |          |           |          |           |          | 504       | 0,05 %     | 0,05 %                              | 788       | 0,08 %     | 0,09 %                              |
| Казахи                    | 165       | 0,03 %   | 219       | 0,03 %   | 522       | 0,06 %   | 631       | 0,07 %     | 0,07 %                              | 748       | 0,08 %     | 0,08 %                              |
| Корейцы                   |           |          | 138       | 0,02 %   | 153       | 0,02 %   | 651       | 0,07 %     | 0,07 %                              | 731       | 0,08 %     | 0,08 %                              |
| Чеченцы                   |           |          | 38        | 0,00 %   | 278       | 0,03 %   | 738       | 0,08 %     | 0,08 %                              | 655       | 0,07 %     | 0,07 %                              |
| Грузины                   | 235       | 0,04 %   | 473       | 0,06 %   | 523       | 0,06 %   | 681       | 0,07 %     | 0,07 %                              | 578       | 0,06 %     | 0,06 %                              |
| Латыши                    | 672       | 0,11 %   | 986       | 0,12 %   | 978       | 0,11 %   | 709       | 0,07 %     | 0,07 %                              | 516       | 0,05 %     | 0,06 %                              |
| Таджики                   |           |          | 128       | 0,02 %   | 158       | 0,02 %   | 309       | 0,03 %     | 0,03 %                              | 515       | 0,05 %     | 0,06 %                              |
| Киргизы                   |           |          | 25        | 0,00 %   | 105       | 0,01 %   | 109       | 0,01 %     | 0,01 %                              | 482       | 0,05 %     | 0,05 %                              |
| Лезгины                   |           |          | 64        | 0,01 %   | 192       | 0,02 %   | 359       | 0,04 %     | 0,04 %                              | 456       | 0,05 %     | 0,05 %                              |
| Башкиры                   | 139       | 0,02 %   | 446       | 0,06 %   | 503       | 0,06 %   | 562       | 0,06 %     | 0,06 %                              | 420       | 0,04 %     | 0,05 %                              |
| Осетины                   | 182       | 0,03 %   | 230       | 0,03 %   | 316       | 0,04 %   | 433       | 0,05 %     | 0,05 %                              | 366       | 0,04 %     | 0,04 %                              |
| Марийцы                   | 303       | 0,05 %   | 449       | 0,06 %   | 570       | 0,07 %   | 448       | 0,05 %     | 0,05 %                              | 310       | 0,03 %     | 0,03 %                              |
| Болгары                   |           |          | 189       | 0,02 %   | 269       | 0,03 %   | 346       | 0,04 %     | 0,04 %                              | 293       | 0,03 %     | 0,03 %                              |
| Удмурты                   | 183       | 0,03 %   | 376       | 0,05 %   | 471       | 0,05 %   | 382       | 0,04 %     | 0,04 %                              | 260       | 0,03 %     | 0,03 %                              |
| Греки                     |           |          | 88        | 0,01 %   | 106       | 0,01 %   | 247       | 0,03 %     | 0,03 %                              | 221       | 0,02 %     | 0,02 %                              |
| Аварцы                    |           |          | 49        | 0,01 %   | 96        | 0,01 %   | 162       | 0,02 %     | 0,02 %                              | 217       | 0,02 %     | 0,02 %                              |
| Эстонцы                   | 329       | 0,05 %   | 378       | 0,05 %   | 399       | 0,05 %   | 282       | 0,03 %     | 0,03 %                              | 185       | 0,02 %     | 0,02 %                              |
| Ингуши                    |           |          | 14        | 0,00 %   | 102       | 0,01 %   | 213       | 0,02 %     | 0,02 %                              | 172       | 0,02 %     | 0,02 %                              |
| Даргинцы                  |           |          | 20        | 0,00 %   | 60        | 0,01 %   | 127       | 0,01 %     | 0,01 %                              | 150       | 0,02 %     | 0,02 %                              |
| другие                    | 1665      | 0,27 %   | 1506      | 0,19 %   | 1817      | 0,21 %   | 2229      | 0,23 %     | 0,24 %                              | 2391      | 0,25 %     | 0,27 %                              |
| указали национальность    | 610859    | 100,00 % | 807985    | 100,00 % | 871061    | 99,99 %  | 946422    | 99,07 %    | 100,00 %                            | 893852    | 94,90 %    | 100,00 %                            |
| не указали национальность | 26        | 0,00 %   | 0         | 0,00 %   | 98        | 0,01 %   | 8859      | 0,93 %     |                                     | 48021     | 5,10 %     |                                     |

По итогам переписи населения 2020 года проживали следующие национальности (национальности менее 0,1 % и другое, см. в сноске к строке «Другие»):
| Национальность | Численность, чел. | Доля     |
| -------------- | ----------------- | -------- |
| Русские        | 809 546           | 78,60 %  |
| Украинцы       | 12 515            | 1,22 %   |
| Белорусы       | 11 360            | 1,10 %   |
| Армяне         | 8379              | 0,81 %   |
| Литовцы        | 4279              | 0,42 %   |
| Немцы          | 4118              | 0,40 %   |
| Татары         | 3250              | 0,32 %   |
| Узбеки         | 2581              | 0,25 %   |
| Азербайджанцы  | 2555              | 0,25 %   |
| Поляки         | 1402              | 0,14 %   |
| Другие         | 169 981           | 16,49 %  |
| Итого          | 1 029 966         | 100,00 % |

### Национальный состав по районам и городским округам
Национальный состав по районам и городским округам по данным переписи 2010 года (доля от указавших национальность)
|                              | Русские | Армяне | Белорусы | Литовцы | Немцы | Поляки | Украинцы | Чуваши |
| Калининград                  | 87,4 %  | 0,7 %  | 3,8 %    | 0,5 %   | 0,4 % | 0,3 %  | 4,0 %    |        |
| Ладушкинский городской округ | 91,2 %  |        | 2,6 %    |         |       |        | 3,0 %    |        |
| Мамоновский городской округ  | 86,7 %  |        | 3,7 %    |         | 1,2 % |        | 3,7 %    |        |
| Пионерский городской округ   | 86,4 %  |        | 4,5 %    |         |       |        | 5,0 %    |        |
| Светловский городской округ  | 86,6 %  |        | 5,9 %    |         |       |        | 3,2 %    |        |
| Советский городской округ    | 86,7 %  |        | 2,7 %    | 3,3 %   |       |        | 3,5 %    |        |
| Янтарный городской округ     | 89,6 %  |        | 3,4 %    |         |       |        | 3,3 %    |        |
| Багратионовский район        | 85,5 %  | 2,7 %  | 2,8 %    |         | 1,6 % |        | 3,5 %    |        |
| Балтийский район             | 86,0 %  |        | 4,1 %    |         |       |        | 5,8 %    |        |
| Гвардейский городской округ  | 85,5 %  | 1,1 %  | 4,6 %    | 1,0 %   | 1,2 % |        | 3,3 %    |        |
| Гурьевский район             | 86,2 %  |        | 3,1 %    |         | 1,4 % |        | 3,2 %    |        |
| Гусевский район              | 88,4 %  |        | 2,4 %    | 1,1 %   | 1,3 % |        | 3,0 %    |        |
| Зеленоградский район         | 86,9 %  |        | 3,3 %    |         |       |        | 3,6 %    |        |
| Краснознаменский район       | 82,2 %  | 1,8 %  | 2,8 %    | 5,7 %   | 1,7 % |        | 2,2 %    |        |
| Неманский район              | 83,6 %  | 1,3 %  | 3,3 %    | 5,6 %   | 1,1 % |        | 2,5 %    |        |
| Нестеровский район           | 84,7 %  |        | 3,1 %    | 3,4 %   | 2,1 % |        | 2,5 %    |        |
| Озёрский городской округ     | 82,8 %  | 5,1 %  | 3,0 %    |         | 2,2 % | 1,1 %  | 2,5 %    |        |
| Полесский район              | 85,9 %  |        | 2,7 %    | 1,2 %   | 1,7 % |        | 2,3 %    | 1,9 %  |
| Правдинский район            | 79,6 %  | 4,4 %  | 8,2 %    |         | 1,9 % |        | 2,7 %    |        |
| Светлогорский район          | 88,1 %  |        | 3,5 %    |         |       |        | 4,1 %    |        |
| Славский район               | 81,9 %  | 3,2 %  | 2,4 %    | 6,5 %   | 1,2 % |        | 1,8 %    |        |
| Черняховский район           | 84,9 %  | 1,4 %  | 3,3 %    | 1,2 %   | 1,4 % |        | 4,1 %    |        |

Национальный состав населения области остается стабильным. В 1990-е годы существенно увеличилась доля армян и немцев, но их удельный вес остается невысоким, несколько снизилась доля белорусов, литовцев и евреев. Большая часть (74,4 %) нерусского населения при переписи населения 2010 года в качестве родного языка назвала русский, и подавляющее большинство (99,4 %) указало, что владеет русским языком.

## Общая карта
Легенда карты (при наведении на метку отображается реальная численность населения):
|  | Областной центр, 488 690 чел. |
|  | от 20 000 до 50 000 чел.      |
|  | от 10 000 до 20 000 чел.      |
|  | от 5000 до 10 000 чел.        |
|  | от 3000 до 5000 чел.          |
|  | от 1000 до 3000 чел.          |

## Возрастной состав
Население области, сформировавшееся в результате миграционных процессов после 1945 года, имеет более молодую возрастную структуру, чем население Российской Федерации в целом.
| Ожидаемая продолжительность жизни при рождении (число лет) | Ожидаемая продолжительность жизни при рождении (число лет) | Ожидаемая продолжительность жизни при рождении (число лет) | Ожидаемая продолжительность жизни при рождении (число лет) | Ожидаемая продолжительность жизни при рождении (число лет) | Ожидаемая продолжительность жизни при рождении (число лет) | Ожидаемая продолжительность жизни при рождении (число лет) | Ожидаемая продолжительность жизни при рождении (число лет) | Ожидаемая продолжительность жизни при рождении (число лет) |
| 1990                                                       | 1991                                                       | 1992                                                       | 1993                                                       | 1994                                                       | 1995                                                       | 1996                                                       | 1997                                                       | 1998                                                       |
| ---------------------------------------------------------- | ---------------------------------------------------------- | ---------------------------------------------------------- | ---------------------------------------------------------- | ---------------------------------------------------------- | ---------------------------------------------------------- | ---------------------------------------------------------- | ---------------------------------------------------------- | ---------------------------------------------------------- |
| 68,7                                                       | ↘68,5                                                      | ↘67,2                                                      | ↘64,2                                                      | ↘62,9                                                      | ↗64,7                                                      | ↗65,7                                                      | ↗65,9                                                      | ↘65,8                                                      |
| 1999                                                       | 2000                                                       | 2001                                                       | 2002                                                       | 2003                                                       | 2004                                                       | 2005                                                       | 2006                                                       | 2007                                                       |
| ↘64,9                                                      | ↘63,6                                                      | ↘63                                                        | ↘62,2                                                      | ↘61,4                                                      | →61,4                                                      | ↗61,5                                                      | ↗64,1                                                      | ↗65,8                                                      |
| 2008                                                       | 2009                                                       | 2010                                                       | 2011                                                       | 2012                                                       | 2013                                                       |                                                            |                                                            |                                                            |
| ↗66,5                                                      | ↗67,7                                                      | ↗68,8                                                      | ↗69,9                                                      | ↗70,1                                                      | ↗70,5                                                      |                                                            |                                                            |                                                            |

## Естественное движение населения
Естественный прирост населения в Калининградской области и городе Калининграде находится в русле общероссийских тенденций. Единственное значимое отличие динамики данного показателя от среднероссийского — усугубление депопуляции в 2001—2005 годах, в то время как для городского населения России естественный прирост демонстрировал слабую положительную динамику. В результате естественная убыль населения как в Калининградской области, так и в городе Калининграде, более высока, чем в целом по стране, несмотря на позитивные тенденции демографии в последние годы.
Устойчивое превышение числа умерших над числом родившихся в области отмечается с 1992 года, разность в 1990-е — 2000-е годы составляла 2-4 тысячи человек в год. В последние годы отмечается снижение естественной убыли населения области с 1455 человек в 2011 году до 443 человек в 2015 году.
Более молодая возрастная структура населения области находит отражение на более высоких уровнях рождаемости и более низком уровне смертности. В 2011 году, благодаря интенсивному притоку мигрантов, общая численность населения области возросла на +0,44 % несмотря на наличие небольшой естественной убыли.
| Рождаемость (число родившихся на 1000 человек населения) | Рождаемость (число родившихся на 1000 человек населения) | Рождаемость (число родившихся на 1000 человек населения) | Рождаемость (число родившихся на 1000 человек населения) | Рождаемость (число родившихся на 1000 человек населения) | Рождаемость (число родившихся на 1000 человек населения) | Рождаемость (число родившихся на 1000 человек населения) | Рождаемость (число родившихся на 1000 человек населения) | Рождаемость (число родившихся на 1000 человек населения) |
| 1970                                                     | 1975                                                     | 1980                                                     | 1985                                                     | 1990                                                     | 1995                                                     | 1996                                                     | 1997                                                     | 1998                                                     |
| -------------------------------------------------------- | -------------------------------------------------------- | -------------------------------------------------------- | -------------------------------------------------------- | -------------------------------------------------------- | -------------------------------------------------------- | -------------------------------------------------------- | -------------------------------------------------------- | -------------------------------------------------------- |
| 15,6                                                     | ↗16                                                      | ↘15,3                                                    | ↗15,6                                                    | ↘12,7                                                    | ↘8,6                                                     | ↘8                                                       | ↘7,6                                                     | ↗8,1                                                     |
| 1999                                                     | 2000                                                     | 2001                                                     | 2002                                                     | 2003                                                     | 2004                                                     | 2005                                                     | 2006                                                     | 2007                                                     |
| ↘7,4                                                     | ↗8                                                       | ↗8,1                                                     | ↗9                                                       | ↗9,3                                                     | ↘9,1                                                     | ↘8,9                                                     | ↗9,3                                                     | ↗10,9                                                    |
| 2008                                                     | 2009                                                     | 2010                                                     | 2011                                                     | 2012                                                     | 2013                                                     | 2014                                                     |                                                          |                                                          |
| ↗11,3                                                    | ↗11,5                                                    | ↘11,4                                                    | ↗11,8                                                    | ↗12,4                                                    | ↗12,5                                                    | ↗12,7                                                    |                                                          |                                                          |

| Смертность (число умерших на 1000 человек населения) | Смертность (число умерших на 1000 человек населения) | Смертность (число умерших на 1000 человек населения) | Смертность (число умерших на 1000 человек населения) | Смертность (число умерших на 1000 человек населения) | Смертность (число умерших на 1000 человек населения) | Смертность (число умерших на 1000 человек населения) | Смертность (число умерших на 1000 человек населения) | Смертность (число умерших на 1000 человек населения) |
| 1970                                                 | 1975                                                 | 1980                                                 | 1985                                                 | 1990                                                 | 1995                                                 | 1996                                                 | 1997                                                 | 1998                                                 |
| ---------------------------------------------------- | ---------------------------------------------------- | ---------------------------------------------------- | ---------------------------------------------------- | ---------------------------------------------------- | ---------------------------------------------------- | ---------------------------------------------------- | ---------------------------------------------------- | ---------------------------------------------------- |
| 6,2                                                  | ↗7,2                                                 | ↗8,7                                                 | ↗9,2                                                 | ↗9,8                                                 | ↗13,6                                                | ↘13,1                                                | →13,1                                                | ↗13,4                                                |
| 1999                                                 | 2000                                                 | 2001                                                 | 2002                                                 | 2003                                                 | 2004                                                 | 2005                                                 | 2006                                                 | 2007                                                 |
| ↗14,2                                                | ↗15,4                                                | ↗16,3                                                | ↗17,5                                                | ↗18                                                  | ↗18,1                                                | →18,1                                                | ↘16,5                                                | ↘15,4                                                |
| 2008                                                 | 2009                                                 | 2010                                                 | 2011                                                 | 2012                                                 | 2013                                                 | 2014                                                 |                                                      |                                                      |
| ↘15,3                                                | ↘14,6                                                | ↘14,2                                                | ↘13,3                                                | ↘13,2                                                | →13,2                                                | ↗13,3                                                |                                                      |                                                      |

| Естественный прирост населения (на 1000 человек населения, знак (-) означает естественную убыль населения) | Естественный прирост населения (на 1000 человек населения, знак (-) означает естественную убыль населения) | Естественный прирост населения (на 1000 человек населения, знак (-) означает естественную убыль населения) | Естественный прирост населения (на 1000 человек населения, знак (-) означает естественную убыль населения) | Естественный прирост населения (на 1000 человек населения, знак (-) означает естественную убыль населения) | Естественный прирост населения (на 1000 человек населения, знак (-) означает естественную убыль населения) | Естественный прирост населения (на 1000 человек населения, знак (-) означает естественную убыль населения) |
| 1970 | 1975 | 1980 | 1985 | 1990 | 1995 | 1996 |
| --- | --- | --- | --- | --- | --- | --- |
| 9,4 | ↘8,8 | ↘6,6 | ↘6,4 | ↘2,9 | ↘−5 | ↘−5,1 |
| 1997 | 1998 | 1999 | 2000 | 2001 | 2002 | 2003 |
| ↘−5,5 | ↗−5,3 | ↘−6,8 | ↘−7,4 | ↘−8,2 | ↘−8,5 | ↘−8,7 |
| 2004 | 2005 | 2006 | 2007 | 2008 | 2009 | 2010 |
| ↘−9 | ↘−9,2 | ↗−7,2 | ↗−4,5 | ↗−4 | ↗−3,1 | ↗−2,8 |
| 2011 | 2012 | 2013 | 2014 | | | |
| ↗−1,5 | ↗−0,8 | ↗−0,7 | ↗−0,6 | | | |

## Миграция
Динамика заселения области в 1946—1958 годах:
| Годы      | Прибыли, чел. | Выбыли, чел. | Доля выбывших, % |
| --------- | ------------- | ------------ | ---------------- |
| 1946      | 81 566        | 8 428        | 10               |
| 1947      | 146 853       | 39 722       | 27               |
| 1948      | 153 642       | 51 873       | 34               |
| 1949      | 112 743       | 52 134       | 46               |
| 1950      | 108 780       | 63 430       | 58               |
| 1951      | 95 078        | 65 304       | 69               |
| 1952      | 87 022        | 73 998       | 85               |
| 1953      | 96 074        | 63 977       | 67               |
| 1954      | 95 652        | 79 907       | 84               |
| 1955      | 78 644        | 83 044       | 106              |
| 1956      | 79 946        | 76 932       | 96               |
| 1957      | 74 792        | 79 530       | 106              |
| 1958      | 75 591        | 81 725       | 108              |
| 1946-1958 | 1 286 383     | 820 004      | 64               |

Миграционная ситуация в Калининградской области, в отличие от соседних Литвы и Польши, характеризуется интенсивным миграционным притоком населения (при миграционном сальдо около +4 чел на 1000 жителей в 2006 году; для сравнения в Литве −5 чел. на 1000 жит., 2009 год).
На фоне активно теряющих население из-за массовой эмиграции стран Прибалтики и Польши, население Калининградской области растет за счёт стабильно высокого миграционного прироста, в том числе и за счёт соседних стран ЕС (Литвы, Латвии, Германии, Польши и Эстонии). Более половины миграционного прироста в область традиционно обеспечивают страны СНГ, лидером среди которых являются Казахстан, Узбекистан, Кыргызстан и Украина.
В основном в область мигрируют русские, украинцы и белорусы из Средней Азии и Сибири, прибывают небольшие группы армян и азербайджанцев. Область также привлекает небольшое количество русскоязычных мигрантов из соседних стран Балтии, что объясняется недружественной политикой балтийских правительств по отношению к русскому языку. Согласно переписи 2010 года, только 50,8 % населения Калининградской области родились на территории области.
По данным Калининградстата, в 2009—2013 годах, миграционный прирост области составил 30 800 человек, который на 67,5 % сформировали страны СНГ, жители других регионов России — на 30,9 %, другие страны — на 1,6 %.
Калининградская область заняла 6 место в списке крупнейших центров внутреннего миграционного притяжения за период с 1991 по 2012 год. B 2015 году её коэффициента миграционного прироста составил 8,2 ‰. В 2016 году миграционный прирост области достиг 10 тыс. человек, став абсолютным максимумом с 1998 года. 60 % прироста пришлось на жителей СНГ. Во внутрироссийской миграции область наиболее привлекательна для жителей Сибири и Дальнего Востока. Отдаёт население она традиционно лишь Санкт-Петербургу, Московской области, Крыму и Севастополю.

### Немецкая миграция
В начале 1990-х в область начали прибывать первые потоки российских немцев из Казахстана и Сибири, которые, однако, вскоре репатриировались в Германию. По переписи 2002 года в области проживало 8,34 тыс. немцев (0,9 % населения). Но именно после 2000 года наметились перспективы новой миграционной волны немцев, в том числе возвращения части российских немцев из Германии.

### Внутриобластная миграция
Миграционный потоки внутри области с начала 90-х годов воспроизводят общероссийскую динамику: для них характерен так называемый «западный дрейф», при котором население области активно мигрирует в Калининград и другие приморские муниципалитеты на западе. К примеру, в Озерске за короткий период 2014—2018 годов миграционные потери составили 11,23 % жителей, что является областным антирекордом.

## Религия
Согласно масштабному опросу исследовательской службы «Среда», проведённому в 2012 году, пункт «верю в бога (в высшую силу), но конкретную религию не исповедую» в Калининградской области выбрали 34 % опрошенных, «Исповедую православие и принадлежу к РПЦ» — 31 %, «не верю в бога» — 22 %, «Исповедую христианство, но не причисляю себя ни к одной из христианских конфессий» — 1 %, «Исповедую католицизм» — 1 %. Остальные — меньше 1 %.